# ヤエヤマカラスアゲハ
ヤエヤマカラスアゲハ（八重山烏揚羽、学名：Papilio bianor）は、チョウ目アゲハチョウ科アゲハチョウ属に分類されるチョウの1種で、日本では八重山諸島にのみ生息している。国外ではインドから中国南部、台湾まで広く分布し、八重山に固有の亜種も含めて全部で11亜種がある。以前は、カラスアゲハ（P. bianor ）の亜種と考えられていたが、交配実験や遺伝子解析などの結果から別種とされ
、カラスアゲハの学名がP. dehaaniiとされるようになった。

## 分類
本種は地域的、季節的変異が大きく、特にインドから東南アジアにかけてに分布する色彩の派手な個体群は、かつてはクジャクアゲハ（Papilio polyctor）という別種とされていた。
その後、多くの交配実験やDNA解析によって、中国南部や台湾のカラスアゲハの個体群とクジャクアゲハが同種であり、他方で中国北部から朝鮮や日本本土のカラスアゲハ個体群が別種であることが判明し、それらはP. dehaaniiとされるようになった。（その過程で奄美群島から沖縄諸島の個体群もオキナワカラスアゲハとして独立した）なおYagiほか（2006）では八重山諸島の個体群のみは、台湾からインドまでの個体群とは別種と言ってもいいほどの遺伝的な差があるとしている。
八重山諸島の亜種は、オキナワカラスアゲハと違って、後翅の表面の明るい緑色鱗は亜外縁の赤または青色の斑列の際まで広がる。また、メス後翅表面亜外縁の赤色弦月紋はあまり発達しない。

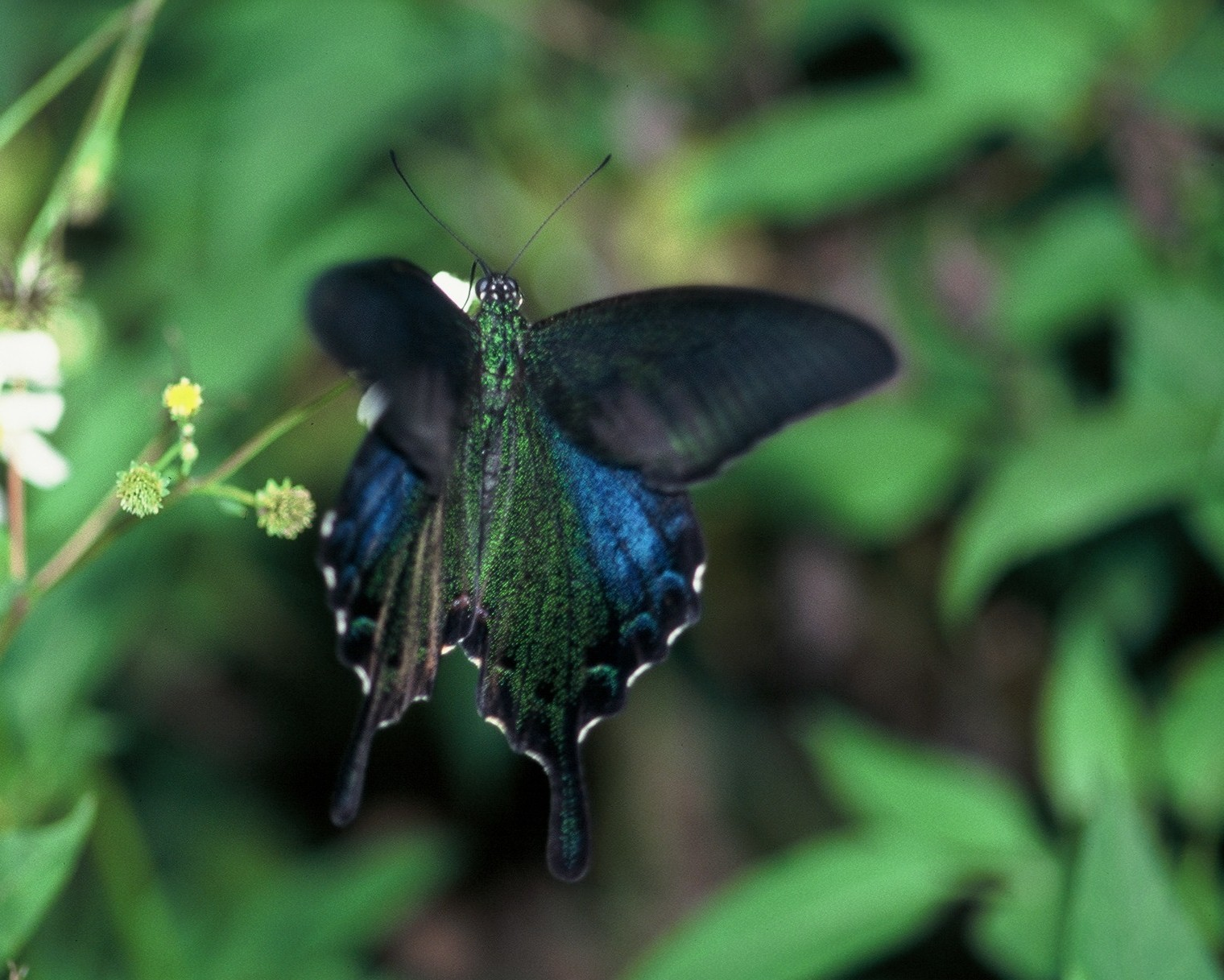
ヤエヤマカラスアゲハ ♂